# Каробиоло (Павија)
Каробиоло је насеље у Италији у округу Павија, региону Ломбардија.
Према процени из 2011. у насељу је живело 39 становника. Насеље се налази на надморској висини од 865 м.